# جيمس ألويسيوس غريفين
جيمس ألويسيوس غريفين (بالإنجليزية: James Aloysius Griffin)‏ هو قسيس أمريكي، ولد في 27 فبراير 1883 في شيكاغو في الولايات المتحدة، وتوفي بنفس المكان في 5 أغسطس 1948.